# Kandertal (Schwarzwald)

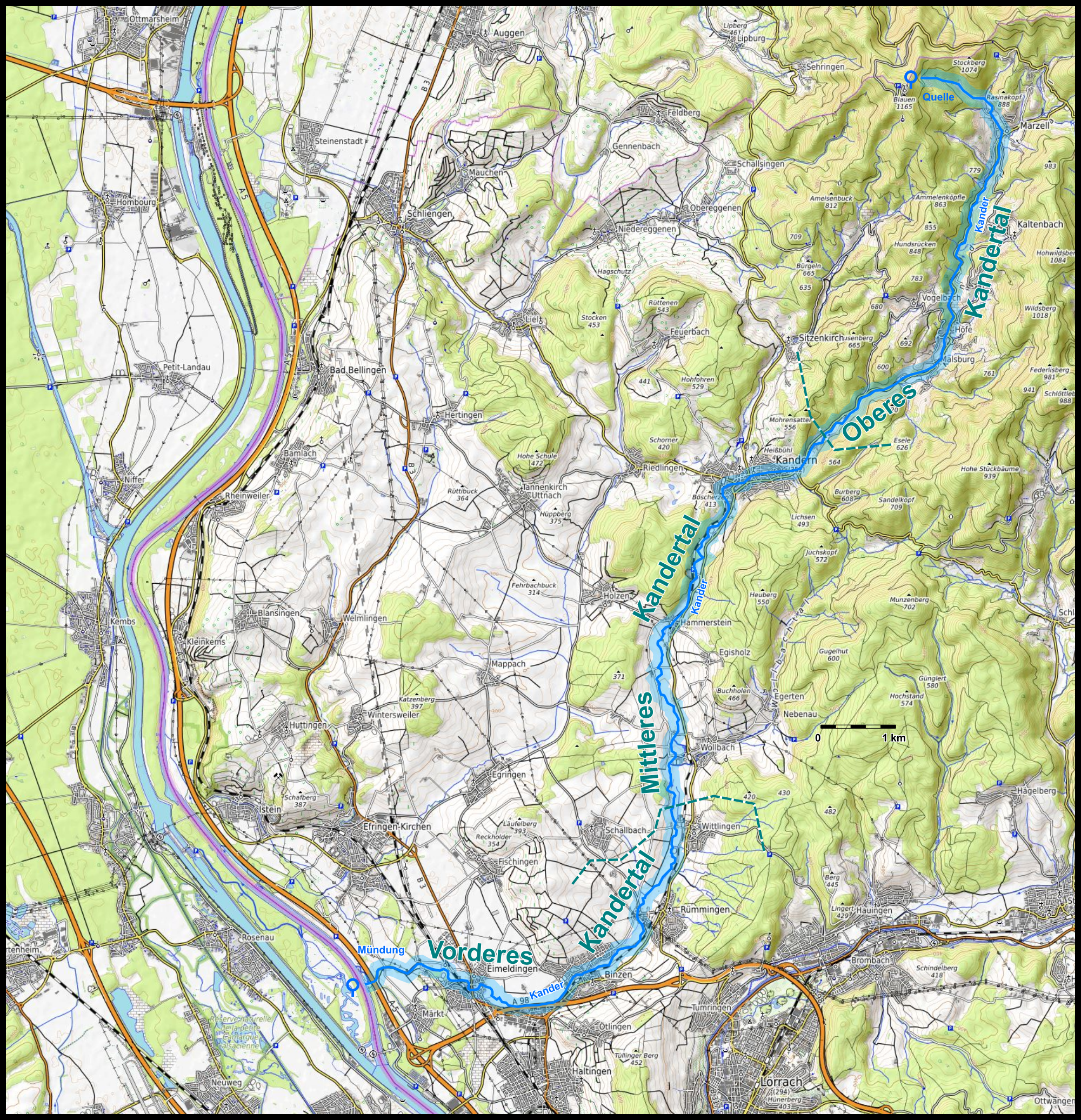
Kandertal

Das Kandertal ist ein Tal im Südschwarzwald, das nach dem Fluss Kander benannt ist. Vom 1165 Meter hohen Blauen in der Gemeinde Malsburg-Marzell entspringen die Kander und der Lippisbach. Beide Flüsse bilden fast parallel verlaufende Täler, die in der Kleinstadt Kandern aufeinander treffen. Das Kandertal läuft von Kandern südwärts und nimmt südlich von Binzen einen Richtungsänderung nach Westen vor. Nördlich von Märkt mündet die Kander in den Rhein. Das Kandertal erstreckt sich über das Gemarkungsgebiet verschiedener Gemeinden und liegt vollständig im Landkreis Lörrach.
Das Kandertal wird klassisch in die drei Abschnitte unterteilt:
- Vorderes Kandertal (Binzen, Rümmingen und Wittlingen, siehe auch: Gemeindeverwaltungsverband Vorderes Kandertal)
- Mittleres Kandertal (Schallbach, Kandern und seine Ortsteile)
- Oberes Kandertal (Malsburg-Marzell)

Durch das Vordere und Mittlere Kandertal verkehrt die Kandertalbahn, die seit 1986 als Museumseisenbahn betrieben wird und nach dem Schwarzwald-Tal benannt wurde.
Naturräumlich zählt das Kandertal zum Südlichen Kammschwarzwald (1552) bzw. zur Unterkategorie des Blauen-Kanderner Berglandes (1552.4) und trägt als eigene Einheit die Nummer 1552.41. (→ Naturräumliche Gliederung des Südschwarzwaldes) Das über Jahrhunderte entstandene Mosaik aus Mischwaldgesellschaften und Grünlandnutzung im Oberen Kandertal ist erklärter Schutzgegenstand des Landschaftsschutzgebietes Kandertal.